# Vickers Crossley
Бронеавтомобиль модели 25 Vickers Crossley — британский бронеавтомобиль, использовавшийся британской армией в Индии и экспортировавшийся в разные страны, включая Японию.

## История
Бронеавтомобили Vickers Crossley представляли собой доработанный по заказу Индии броневик Rolls-Royce, где они получили обозначение Crossley IGL1. Первые 32 экземпляра были доставлены в 1923 году, впоследствии общее число было доведено до 100. Вплоть до начала Второй мировой войны они несли патрульную и охранную службу во многих регионах страны, причем некоторые из бронемашин получили собственные имена. Оставшиеся в Индии машины в конце 1941 года были переброшены на Бирманский фронт, где с переменным успехом использовались против наступающих японцев. В силу своей устарелости бронеавтомобили Crossley гораздо чаще привлекались для боевого охранения и патрульной службы. Их окончательно вывели из частей первой линии лишь к 1943 году.
Vickers Crossley активно поставлялся за пределы Британии.
В середине 1920-х гг. два бронеавтомобиля были отправлены в Южно-Африканский Союз. Они несли свою службу более 10 лет, однако принять участие в грядущей войне им так и не пришлось. Обе машины в 1940 году были модернизированы фирмой Ford.
Шесть бронемашин были закуплены Аргентиной в 1926 году и активно эксплуатировались аргентинской армией для поддержания порядка в стране вплоть до конца 1930-х гг. Они так же прошли модернизацию, на фирме Creole Motor Company, получив полноприводное шасси с прежней подвеской на листовых рессорах и шинами из жесткой резины. Помимо это, был установлен 6-цилиндровый дизельный двигатель Creole Model 2 мощностью 95 л. с. Состав вооружения и оборудования остался без изменений. Полная масса машины составила 3632 кг.
В 1924 году 13 машин было продано в Эстонию. После вхождения Эстонии в состав СССР, машины достались Красной Армии и были потеряны в 1941 году.

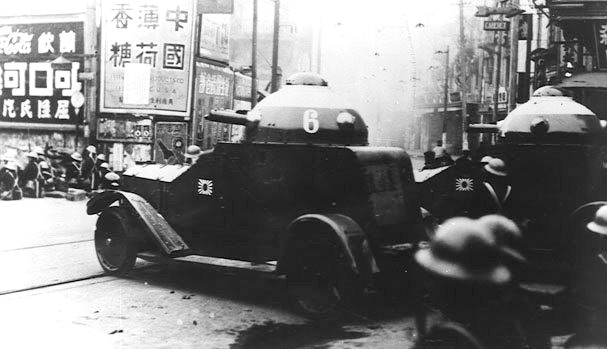
Vickers Crossley японской морской пехоты в Шанхае, 1932 год.

Наиболее активно машины использовались японской армией и морской пехотой. В 1926 году японская военная миссия приобрела 12 бронеавтомобилей Crossley 1925, принятых на вооружение под обозначением Тип 87 Dowa. В 1931—1932 машины активно применялись армией в ходе Мукденского инцидента и вторжения в Маньчжурию, 6 машин морской пехотой приняли участие в Первом Шанхайском сражении. К началу Второй Мировой войны все японские Crossley были выведены с фронта и отправлены в учебные подразделения, где их применение закончилось.

## Конструкция
Компоновка, в целом, перешла от бронеавтомобиля Rolls-Royce. В передней части корпуса располагался 6-цилиндровый бензиновый двигатель Crossley мощностью 50 л. с. и система охлаждения. Для доступа к силовой установке были сделаны складывающиеся боковые створки с жалюзи, радиатор двигателя также был защищен двумя створками, управлением которыми управлял водитель.
Отделение управление и боевой отсек были совмещены. Место водителя располагалось с правой стороны, за ним размещался командир машины и пулеметчик. Наблюдение за окружающей обстановкой водитель вёл через небольшие люки со смотровыми щелями, сделанными в лобовом бронелисте. Дополнительные смотровые щели имелись в дверях по обеим бортам корпуса. На крыше боевого отделения была установлена большая сферическая башня с двухстворчатой башенкой, которая предназначалась для командира. В башне была предусмотрена «трехточечная» установка двух 7,7-мм пулеметов Vickers с жидкостным охлаждением, которые были разнесены на 120°. Столь необычное решение было вызвано, по всей видимости, желанием обеспечить наилучшие секторы обстрела, но на практике управлять двумя пулеметами оказалось крайне тяжело, поэтому в боевых условиях на бронемашинах второй пулемет демонтировали.
Радиооборудование на бронемашинах Crossley не устанавливалось, однако внутри имелась простая электросеть с напряжением 6 вольт. Обычно большинство выпущенных машин комплектовалось двумя фарами, крепившихся на передних крыльях, но часть бронеавтомобилей Crossley оснастили дополнительным прожектором на командирской башенке.